# グロリア・ボーダース
グロリア・ボーダース（Gloria Borders）は、視覚効果編集者である。『ターミネーター2』（1991年）でアカデミー賞音響効果編集賞を受賞したことで知られている。またスカイウォーカー・サウンドで働いていた。

## 主なフィルモグラフィ
- ライトスタッフ The Right Stuff (1983)
- スター・ウォーズ/ジェダイの復讐 Return of the Jedi (1983)
- インディ・ジョーンズ/魔宮の伝説 Indiana Jones and the Temple of Doom (1984)
- イウォーク・アドベンチャー The Ewok Adventure (1984)
- エンドア/魔空の妖精 Ewoks: The Battle for Endor (1985)
- タッカー Tucker: The Man and His Dream (1988)
- ドライビング Miss デイジー Driving Miss Daisy (1989)
- ターミネーター2 Terminator 2: Judgment Day (1991)
- ミセス・ダウト Mrs. Doubtfire (1993)
- フォレスト・ガンプ/一期一会 Forrest Gump (1994)
- タイタンA.E. Titan A.E. (2000)
- トロン: レガシー TRON: Legacy (2010)

## 受賞とノミネート
| 賞           | 年     | 部門       | 作品                        | 結果       |
| ------------ | ------ | ---------- | --------------------------- | ---------- |
| アカデミー賞 | 1991年 | 音響編集賞 | ターミネーター2             | 受賞       |
| アカデミー賞 | 1994年 | 音響編集賞 | フォレスト・ガンプ/一期一会 | ノミネート |